# Imbrasia pallescens
Imbrasia pallescens är en fjärilsart som beskrevs av Embrik Strand 1915. Imbrasia pallescens ingår i släktet Imbrasia och familjen påfågelsspinnare. Inga underarter finns listade i Catalogue of Life.